# Ausgrabung auf der Mader Heide

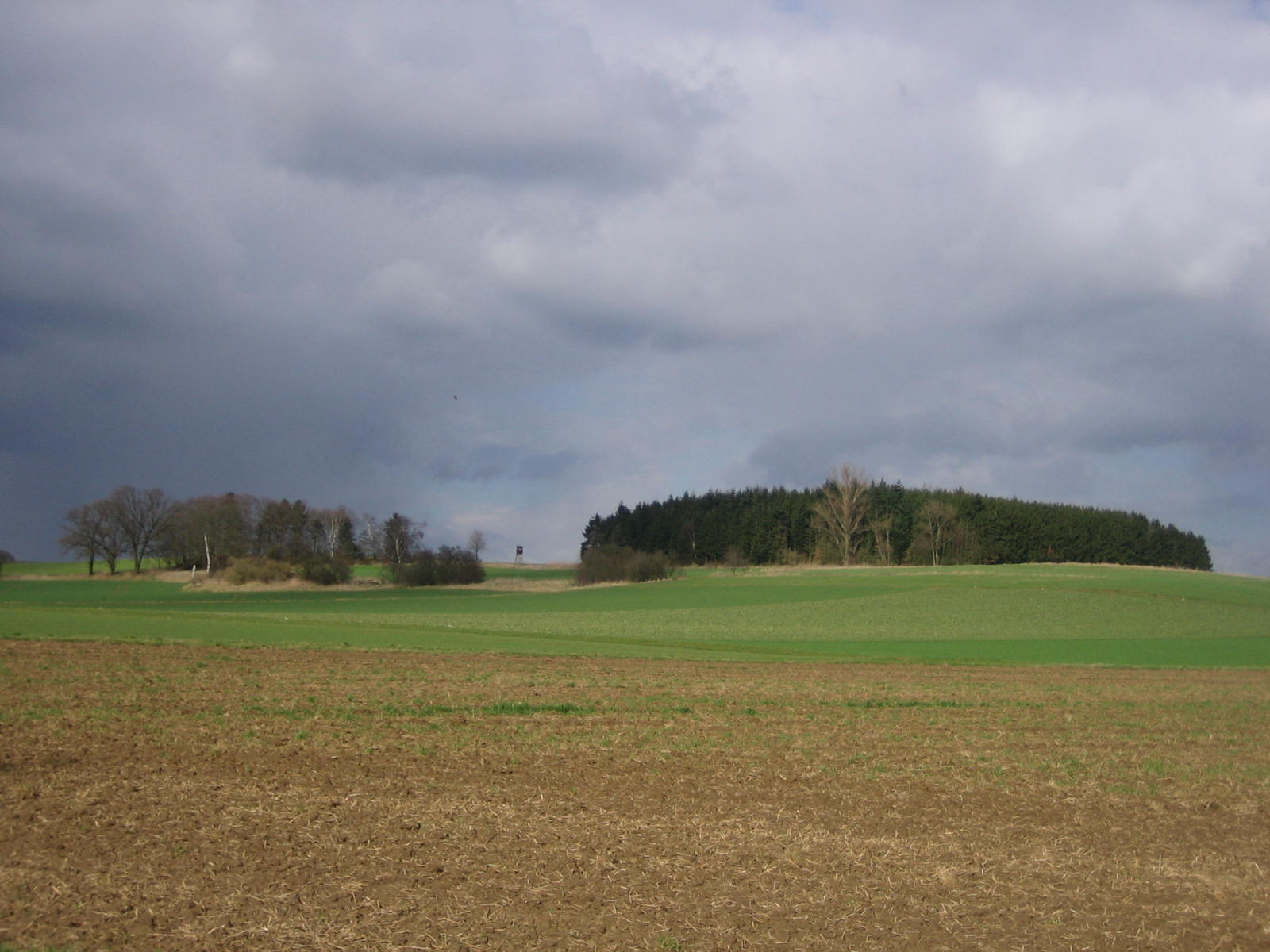
Mader Heide

Die Ausgrabung auf der Mader Heide war 1708 eine der frühesten „wissenschaftlichen“ archäologischen Ausgrabungen in Deutschland.

## Befund

### Ausgrabung

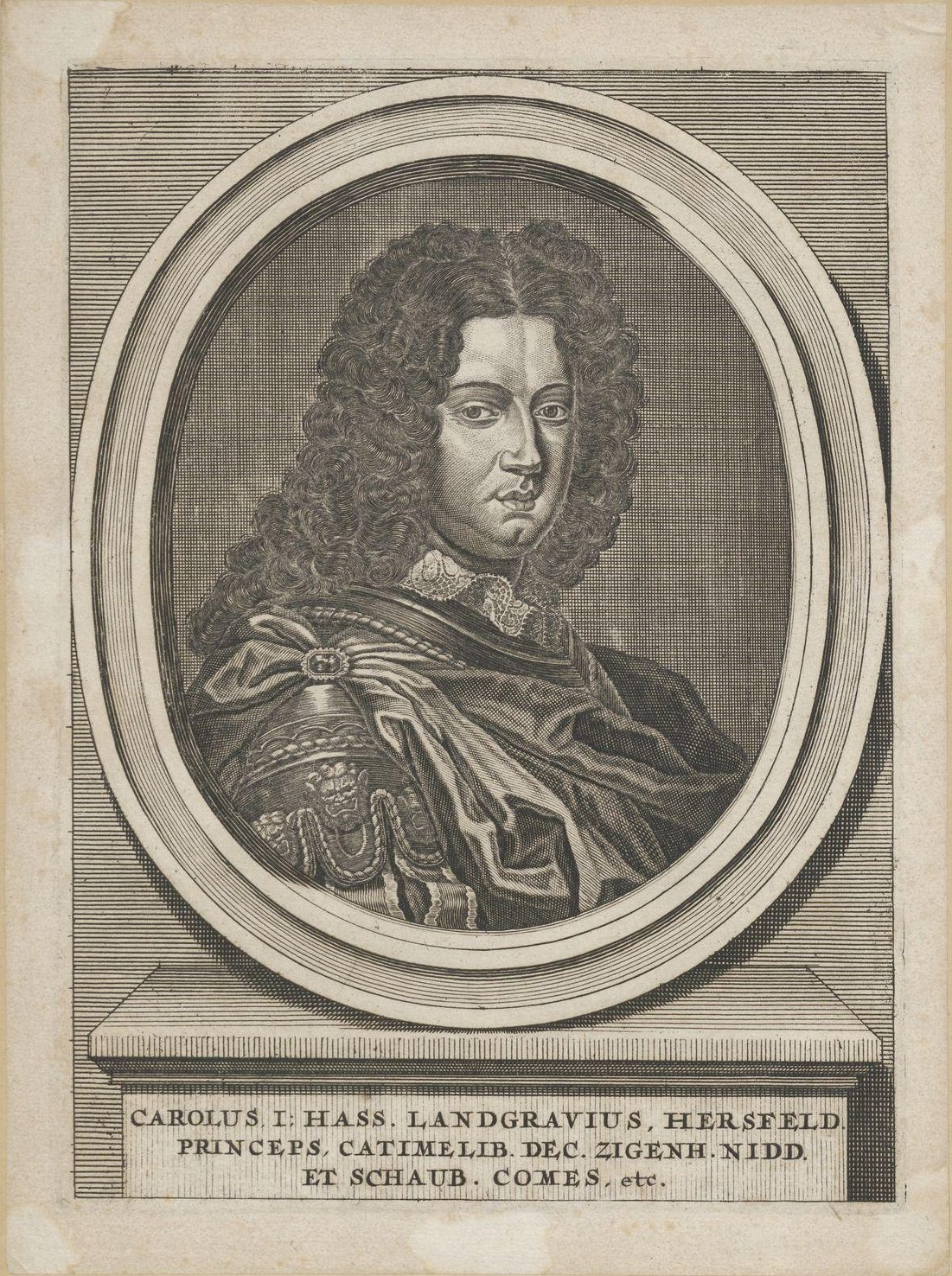
Landgraf Karl I. von Hessen-Kassel

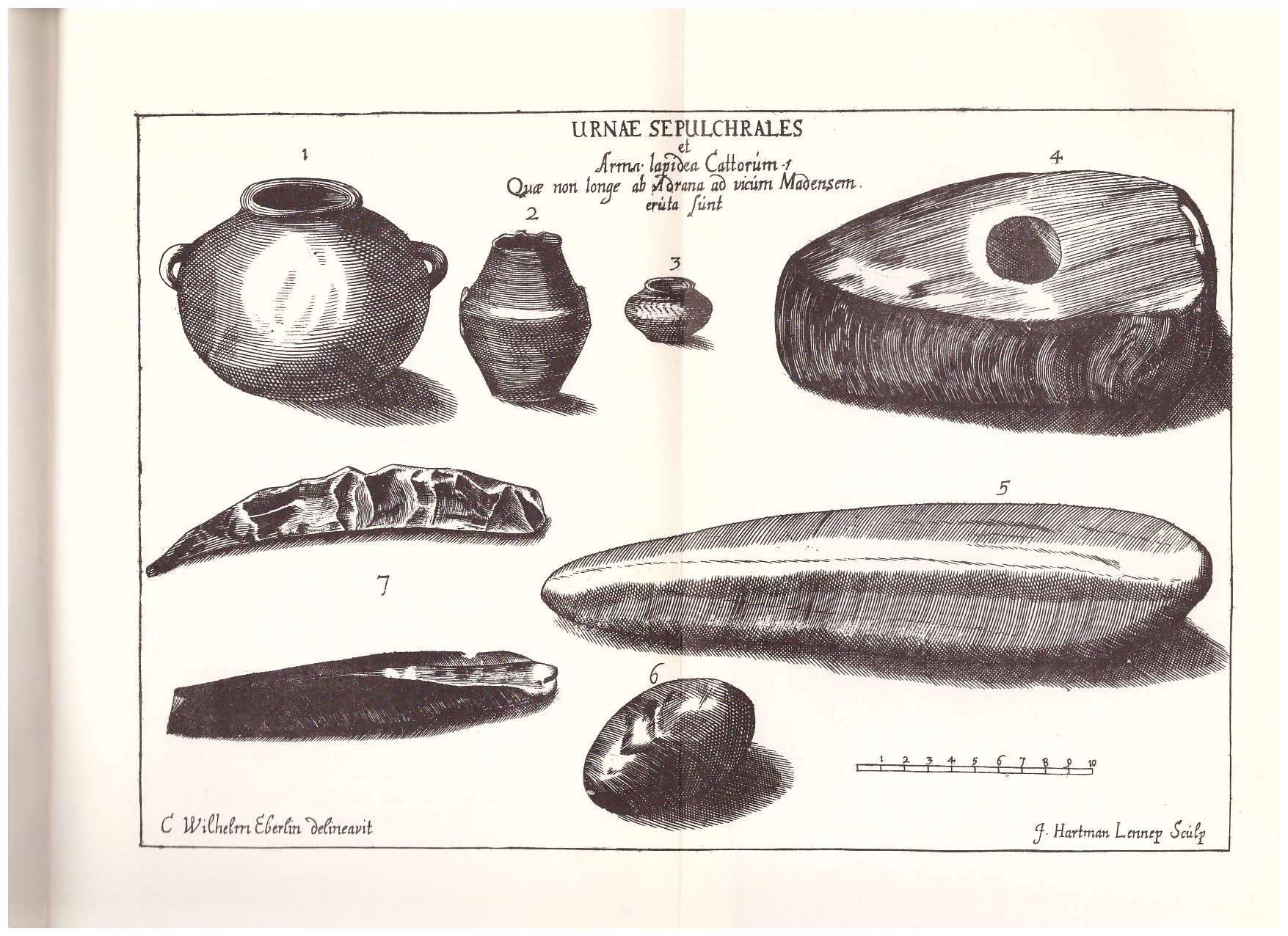
Funde aus der Grabung von 1708

Landgraf Karl ließ 1708 auf der Mader Heide bei Maden, östlich von Gudensberg in Nordhessen, Ausgrabungen durchführen. Der Platz bot sich für eine Forschung zur frühesten Geschichte Hessens an: Hier hatten die Landstände der Landgrafschaft Hessen getagt und der Ort war bis ins Mittelalter Thingplatz gewesen. Zudem hielt man den Ort für einen chattischen Kultplatz und das Zentrum des „Chattengaues“, also das historische Zentrum Hessens. Man vermutete, dass er identisch mit dem von Tacitus erwähnten Mattium sei.
Im Beisein des Landgrafen wurden mehrere Grabhügel geöffnet. Zu Tage kamen Steingeräte, Gefäße und drei Skelette. Letztere lagen in Bauchlage im größten der Hügel, etwa einen Meter über den Keramikgefäßen. Die Gegenstände wurden in das Ottoneum in der Residenzstadt Kassel gebracht, das der Landgraf als „Kunsthaus“ zur Aufbewahrung seiner Sammlungen nutzte. Steingeräte und Gefäße gelangten so in das Hessische Landesmuseum in Kassel und sind dort erhalten. Derartige Grabungen waren damals nichts Ungewöhnliches und sind auch andernorts, auch in Hessen, bezeugt.

### Deutung
Es war mit dem Wissensstand und den Methoden, die Anfang des 18. Jahrhunderts verfügbar waren, nicht möglich, die Funde zutreffend einzuordnen. Heute dagegen können sie mit einiger Sicherheit drei Zeitstufen zugeordnet werden:
- Steingeräte und der überwiegende Teil der Gefäße der Schnurkeramik,
- einige Gefäße der Hallstattzeit; sie stammen vermutlich aus Nachbestattungen und
- die drei Skelette. Sie stammten vermutlich von Hinrichtungen aus dem späten Mittelalter oder der frühen Neuzeit.

Die damaligen Deutungen versuchten, den Fund an bekannte Textquellen anzuhängen. So wurden sie als römisch oder als von den Chatten stammend eingestuft, die Mader Heide als das campus Mattiacus, die Hauptstadt der Chatten, gedeutet. Das Neolithikum war noch nicht bekannt.

## Wirkungsgeschichte
Die wissenschaftliche Aufarbeitung der Grabung erfolgte 1714 in der Dissertation „De urnis sepulchralibus et armis lapideis veterum Cattorum“. Deren Autorenschaft ist umstritten. Die gründlichste Untersuchung dazu weist sie Johann Hermann Schmincke (1684–1724) zu. Aber auch Johann Österling (1691–1751) wurde als Autor vermutet. Der Bearbeiter ging erstmals über den Ansatz hinaus, die Funde an bekannte Textquellen anzuhängen. Vielmehr versuchte er, die Funde selbst als Quelle zu nutzen, so wie das die Archäologie als Wissenschaft noch heute tut. Der Autor erkannte klar, dass die Skelette nach den Keramikgefäßen in den Boden gekommen sein müssen, weil sie über ihnen lagen. Er schloss daraus auf die Kontinuität des Bestattungsplatzes über die Christianisierung hinaus: Die Keramikgefäße deutete er als Überreste von Brandbestattungen heidnischer Chatten, die Körperbestattungen als die von christianisierten Nachkommen der Brandbestatteten. Dagegen hatte er erhebliche Schwierigkeiten in der Deutung der Steingeräte. Er hielt sie für Waffen, die aus Stein gefertigt wurden, weil Eisen knapp gewesen sei.
Die Ausgrabung auf der Mader Heide gilt wegen dieses damals neuen methodischen Ansatzes als Ursprung moderner hessischer Urgeschichtsforschung. Sie wurde deshalb in der Fachliteratur vielfach rezipiert.